# Кив (Манш)
Кив (фр. Cuves) насеље је и општина у северној Француској у региону Доња Нормандија, у департману Манш која припада префектури Авранш.
По подацима из 2011. године у општини је живело 332 становника, а густина насељености је износила 34,26 становника/km². Општина се простире на површини од 9,69 km². Налази се на средњој надморској висини од 67 метара (максималној 128 m, а минималној 32 m).

## Демографија
| 1962. | 1968. | 1975. | 1982. | 1990. | 1999. | 2011. |
| ----- | ----- | ----- | ----- | ----- | ----- | ----- |
| 440   | 474   | 424   | 349   | 297   | 360   | 332   |

График промене броја становника у току последњих година